# Collisione aerea di Zagabria del 1976
Il 10 settembre 1976 il volo British Airways 476, un Hawker Siddeley Trident 3D della British Airways, e un Douglas DC-9 della Inex Adria Aviopromet, operante il volo Inex-Adria Aviopromet 550, entrarono in collisione mentre volavano nei cieli jugoslavi di Zagabria, causando la morte di 176 persone. L'incidente fu causato da un cattivo coordinamento fra i controllori del traffico aereo jugoslavi, dovuto anche all'alto traffico (su Zagabria passavano molte aerovie, utilizzate per evitare i Paesi del blocco comunista), alla carenza di personale e alle attrezzature ormai obsolete.

## Situazione delle aerovie, del personale e dei sistemi di controllo
In quel periodo e per molti anni ancora il traffico aereo sopra Zagabria sarebbe stato una vera ossessione per gli operatori del Centro di controllo del Traffico Aereo (ATCC). Dopo la fine della seconda guerra mondiale, gran parte delle rotte tra Europa ed Estremo Oriente passava infatti sulla Jugoslavia, in modo da evitare le nazioni facenti parte del blocco orientale. A peggiorare la situazione era la continua crescita del numero di compagnie aeree private, dedite al trasporto turistico, che affollò ancora di più il traffico aereo sul radio faro di Zagabria. La diretta conseguenza fu che cinque aerovie di alta quota attraversavano la regione e tre di esse, la Upper Blue 5 (UB5), la Upper Blue 9 (UB9) e la Upper Red 22 (UR22) s'incrociassero proprio sopra Zagabria.
Nel 1976, il centro di Zagabria era il secondo in Europa per numero di voli, e l'organico di trenta persone del centro di controllo avrebbe dovuto essere almeno doppio. Tre anni prima, nel 1973, era stato installato un nuovo radar che però aveva avuto problemi e veniva usato solo come sistema secondario. Per avere la giusta posizione degli aerei l'ATCC di Zagabria usava ancora il sistema di controllo procedurale in cui i piloti davano la loro posizione usando punti specificati lungo le aerovie, monitorati poi sul sistema radar di terra.
Nel settembre del 1976, l'ATCC di Zagabria era in una situazione di grave carenza di personale; la mattina del 10 settembre da Londra decolla il Trident 3B BE 476 immatricolato G-AWZT (Zulu Tango) diretto a Istanbul; a bordo ci sono 54 passeggeri e 6 membri di equipaggio agli ordini del comandante Dennis Tann; copilota Brian Helm e ufficiale di supporto Martin Flint. Dopo il decollo, il BE 476 procedeva come previsto via Dover, Bruxelles e Monaco; qui l'aereo imboccò l'aerovia Upper Blue 1 (UB1) e si portò a 10 000 m (livello di volo 330) e alle 9:45 GMT entrò nello spazio aereo austriaco. Nello stesso momento da Spalato decollò il volo JP 550, un DC9 della Inex Adria Aviopromet, una compagnia di voli charter jugoslava. L'aviogetto, immatricolato YU-AJR (Juliet Romeo), era diretto a Colonia. A bordo il comandante Jože Krumpak, il primo ufficiale Dušan Ivanuš, tre hostess e 108 passeggeri. I due aerei avrebbero sorvolato il radiofaro di Zagabria, incrociando le rotte. Sopra la città, lo spazio aereo era diviso in tre strati, inferiore, medio e superiore; gli ultimi due erano controllati dal locale centro ATC. In ogni settore lavoravano un controllore e un assistente, ma avrebbero dovuto essere almeno in tre: un controllore radar, un controllore procedurale e un assistente controllore. Il JP 550, in salita su Zagabria verso il livello 310, avrebbe attraversato il settore intermedio di controllo, da 7 500 a 9 500 m; il BE 476, invece, avrebbe attraversato la sezione superiore (al di sopra dei 9 550 m) a livello 330.

## La situazione degli operatori di terra
Alle 10:00 UTC (le 11 a Zagabria), gli operatori agli ordini del supervisore Julio Dajčić erano già a quattro ore di turno. Il turno di questi uomini durava circa dodici ore, con periodi di rotazione della durata di due ore nella posizione di controllo dei livelli superiore e intermedio, con una pausa di un'ora. Bojan Erjavec era alla consolle di controllo del livello intermedio da un'ora, accanto a lui il suo assistente Gradimir Pelin assunto da poco. Mladen Hochberger era al controllo della sezione superiore e attendeva il cambio del ritardatario Nenad Tepeš; l'assistente di Hochberger era Gradimir Tasić, in servizio da tre ore. Una volta arrivato Tepeš, Tasić avrebbe dovuto lavorare ancora per un'ora al suo fianco. Tasić all'epoca aveva 27 anni ed era il controllore più giovane, inoltre era al terzo giorno consecutivo di lavoro, gli altri avevano avuto tutti 24 ore di riposo.

## L'incidente
La mattinata si stava dimostrando molto impegnativa; tra le varie difficoltà c'era anche quella che vedeva protagonista il volo JP 550 che, per colpa del troppo traffico, era stato obbligato a salire ai livelli più alti invece che al livello pianificato, 310. Alle 10:02 il comandante Krumpak riportò alla radio che stava attraversando il livello 220 e gli venne detto di chiamare il controllore del livello intermedio, ossia Erjavec. Nel frattempo, il volo BE 476, stabilizzato al livello di volo 330, attraversò il confine Austria-Jugoslavia sull'aerovia UB5 e passò sulla frequenza del centro di controllo di Zagabria. La chiamata venne ricevuta da Tasić, rimasto solo, visto che Hochberger era andato a cercare il ritardatario Tepeš. Tasić istruì il pilota inglese, obbligandolo a mantenere il livello di volo 330; nel mentre il controllore faceva salire un volo turco al livello 350, questo aereo passò sopra l'aereo inglese; trascrizioni riportano poi l'esclamazione di un membro dell'equipaggio inglese che disse: "Eccolo!". Tasić inoltre coordinava altri voli. Nel frattempo Erjavec cercava di far salire il volo JP 550 al livello 350; sono le 10:06:14.
Hochberger incontrò il ritardatario Tepeš e stava discutendo con lui, facendo perdere altro tempo al supervisore; Erjavec aveva bisogno di Tepeš o di Tasić per permettere al volo JP 550 di salire di livello. Tasić era al telefono, intento a coordinare alcuni voli, Erjavec gli fece un cenno, ma non ottenne risposta, allora mandò dall'occupatissimo Tasić il suo assistente Pelin, che gli mostrò sullo schermo la traccia del JP 550, che non era identificata, chiedendogli poi l'autorizzazione. Tasić, occupatissimo, assentì impazientemente, credendo il volo JP 550 un altro volo. Pelin si convinse di aver avuto l'autorizzazione.
Intanto il BE 476 volava livellato a 330 a una velocità reale di 890 km/h, ma il vento lo spingeva a una velocità di 905 km/h; inoltre il comandante Tann effettuò una virata di 6° puntando direttamente sopra il radiofaro, che sorvolerà approssimativamente alle 10 e 14; il DC9 intanto si trovava al livello 310 e venne passato al controllore del livello superiore. Erjavec salutò il capitano Krumpak, dicendogli di mettere in pausa il transponder IFF in modo da rendere disponibile il codice 2506 per un altro aereo; si trattò del secondo grave errore: così facendo, l'aereo non sarebbe stato evidenziato nel radar del livello superiore. Pelin passò gli aggiornamenti dei piani di volo del JP 550 a Tasić che, ancora occupatissimo, poté dargli solo un'occhiata veloce; in pratica, senza preavviso il volo JP 550 apparve sul radar di Tasić sotto forma di traccia non identificata; Tepeš, ossia il ritardatario, prese finalmente posto e Tasić cercò di spiegargli velocemente la situazione; nel loro settore in quel momento c'erano undici aerei. Tasić non aveva ancora avuto tempo di esaminare i dati di volo del JP 550; per di più Pelin, troppo frettoloso e poco scrupoloso, si dimenticò di segnalare che il volo era ancora in salita, impedendo a Tasić di calcolarne l'altezza. La velocità del JP 550 era di 870 km/h e avrebbe attraversato Zagabria ancora in salita, facendolo alle 10 e 14, ovvero la stessa ora di transito del BE 476. Tasić ebbe il primo contatto con il volo JP 550 che gli riferì soltanto: "tre due cinque sta passando su Zagabria". Il DC9 si trovava 150 metri sotto il Trident ed era ancora in salita: i due aerei si avvicinavano a 1 700 km/h. Tasić diede un'occhiata al radar notoriamente inaffidabile che gli mostrava il Be 476 al livello 335, ma non era esatto: Tasić pensò che, se il DC9 si fosse fermato al livello 327, i due velivoli sarebbe passati uno vicino all'altro senza problemi, chiese quindi al comandante Krumpak di mantenere l'attuale quota. È l'errore decisivo: tre secondi più tardi l'estremità alare del DC9 passò attraverso la cabina del Trident, uccidendo l'equipaggio. Mentre una buona parte dell'ala del DC9 venne strappata via, i due aerei precipitarono insieme, schiantandosi a 6 km uno dall'altro, uccidendo tutti i 176 passeggeri.

## Le indagini

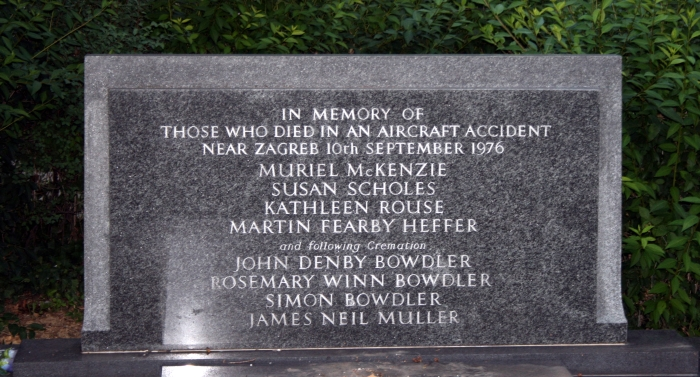
Lapide in memoria delle vittime, in inglese e non in croato

Sette mesi dopo l'incidente, i cinque controllori, il supervisore e due capi servizio vennero accusati di negligenza criminale rischiando una condanna fino a 20 anni di carcere a testa. Durante il processo ognuno incolpò gli altri; alla fine tutto gravò sulle spalle di Tasić. Il giovane controllore alla fine restò solo e venne condannato a 7 anni di carcere. L'avvocato Richard Weston, rappresentante della Federazione internazionale dei controllori del traffico aereo (IFATCA) fece appello alla corte suprema jugoslava e ottenne una riduzione di pena per Tasić. L'IFATCA non si fermò qui, portò una petizione al maresciallo Tito, l'allora capo di Stato jugoslavo e il 29 novembre 1978 Tasić fu scarcerato. Nel 1982, l'inchiesta fu riaperta ma non portò a nulla: fu infatti impossibile decidere se il coordinamento della salita del JP 550 venne compiuto in modo appropriato.